# Cosmophasis depilata
Cosmophasis depilata là một loài nhện trong họ Salticidae.
Loài này thuộc chi Cosmophasis. Cosmophasis depilata được Lodovico di Caporiacco miêu tả năm 1940.